# John King Fairbank
John King Fairbank (Huron, 24 de mayo de 1907-Cambridge, 14 de septiembre de 1991) fue un historiador y sinólogo estadounidense.

## Biografía
Nacido en Huron (Dakota del Sur) el 24 de mayo de 1907, se dedicó a la historia de China, de cuyo estudio ha sido considerado una figura fundamental. Falleció en Cambridge (Massachusetts) el 14 de septiembre de 1991.
Fue autor de los siguientes libros:
- The United States and China (1948)[6][7]
- Trade and Diplomacy on the China Coast: The Opening of the Treaty Ports, 1842-1854 (1953),[8]
- China: The People's Middle Kingdom and the U. S. A. (1967),[9][10]
- China Perceived: Images and Policies in Chinese-American Relations (1974),[11][12]
- Chinabound: A Fifty-Year Memoir (1982),[13][14]
- The Great Chinese Revolution: 1800 to 1985 (1986)[15][16]
- China: A New History (1992) [17][18]

Además fue editor de la «mastodóntica» obra The Cambridge History of China.